# Sylvie Bouchard
Pour les articles homonymes, voir Bouchard.
Sylvie Bouchard, née le 18 juillet 1959 à Montréal, est une installationniste et peintre canadienne.

## Biographie
Sylvie Bouchard naît le 18 juillet 1959 à Montréal. Elle commence par des installations et continue par des peintures.
En 2005, le Musée d'art contemporain de Montréal présente une rétrospective de son travail sur 20 ans,. Ses œuvres font partie de la collection du Musée national des beaux-arts du Québec et de la collection d'art public de Montréal.

## Travail
Lorsqu'elle expose son travail, Sylvie Bouchard le transforme en une installation qui oblige le spectateur à se déplacer entre les panneaux de contreplaqué vernis peints sur les deux faces. Cette invitation au déplacement du spectateur est encore soulignée par des silhouettes vides qui nous invitent à projeter notre propre image comme reflets dans les panneaux vernis.

## Musées et collections publiques
- Collège Ahuntsic[7]
- Musée des beaux-arts de Montréal
- Musée d'art de Joliette
- Musée national des beaux-arts du Québec[8]
- Musée régional de Rimouski